# 无家工人运动
无家工人运动（葡萄牙語：Movimento dos Trabalhadores Sem Teto，缩写为MTST）是巴西的一个社会运动组织。它起源于“无地农村工人运动”。虽然该组织的首次城市活动可以追溯到1997年全国人民游行期间对圣保罗州坎皮纳斯的占领，但这次行动是通过无地农村工人运动的组织架构进行的。无家工人运动的首次正式占领活动于2002年在瓜鲁柳斯进行，并以阿妮塔·加里波第的名字命名。